# Cypel Czerniakowski

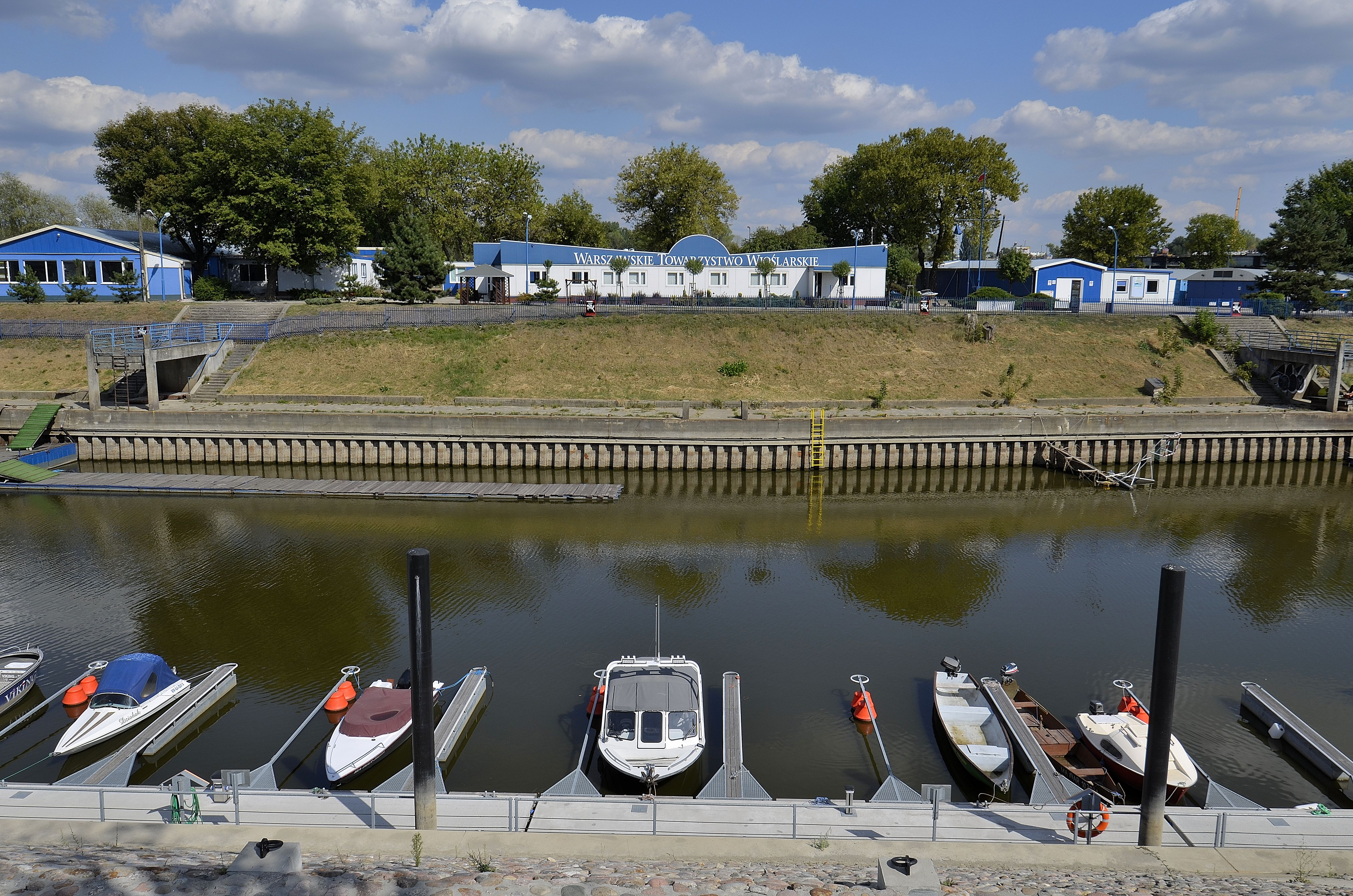
Obiekty Warszawskiego Towarzystwa Wioślarskiego na Cyplu Czerniakowskim

Cypel Czerniakowski – wydłużony teren położony między Wisłą a Portem Czerniakowskim w Warszawie, o długości ok. 1 km.

## Opis
Na cyplu mieszczą się ośrodki i bazy żeglarskie, m.in. Warszawskiego Towarzystwa Wioślarskiego, Harcerski Ośrodek Specjalności i Harcerski Ośrodek Wodny Chorągwi Stołecznej ZHP oraz korty tenisowe.
Nad północną częścią Cypla Czerniakowskiego przechodzi most Łazienkowski. Na teren cypla można wjechać samochodem od ul. Czerniakowskiej ulicą gen. Mariusza Zaruskiego.
Jesienią 2010 rozstrzygnięto konkurs na opracowanie koncepcji zagospodarowania przestrzennego obszaru Portu i Cypla Czerniakowskiego.